# Famille von Raumer
 (janvier 2025).
La famille von Raumer est une famille noble originaire du Haut-Palatinat.

## Histoire
L'ancêtre commun généalogiquement confirmé de tous les von Raumer actuels, Johann Raumer (mort en 1590), marié à Ursula Peisser d'Eger (morte en 1617), est l'un des premiers à être documenté à Eschenbach in der Oberpfalz. Il est employé au tribunal de district d'Auerbach in der Oberpfalz et est capitaine des milices de campagne. Il a une fille et deux fils, le premier fils, Peter, s'installant à Pressath. Peter a à son tour un fils nommé Ludwig, qui a été contraint de revenir à la foi catholique dans le cadre de la contre-réforme, puis a décidé de vivre comme moine dominicain. Le deuxième fils de Johann Raumer, Friedrich (mort le 23 mars 1666), marié à Anna Höller (morte le 23 février 1658) reste comme tanneur à Eschenbach, tandis que leur fils unique Georg Raumer (de) déménage de Bavière à Dessau en 1630 en raison de l'agitation de la guerre de Trente Ans et de la conversion forcée associée, où il devient aumônier et surintendant de la cour ainsi qu'un conseiller consistorial. Avec lui, la lignée qui existe jusqu'à ce jour se poursuit, dont de nombreux membres occupent à plusieurs reprises des postes importants, notamment dans les sciences, la politique et le service militaire. Dès le début du XIXe siècle, une branche de la famille retourne en Bavière avec le géologue Karl Georg von Raumer (de) et s'installe dans la région d'Erlangen, où la famille est connue à ce jour.
Friedrich Amadeus Gottlieb von Raumer (de), fils de l'aumônier de la cour susmentionné, est élevé par l'empereur Léopold Ier le 18 janvier 1693 à la noblesse autrichienne impériale et héréditaire. Quelques années plus tard, le 15 septembre 1708, l'empereur Joseph Ier décerne la même distinction au neveu et fils adoptif de Raumer, Johann Georg von Raumer (de), devenu orphelin à l'âge de cinq ans seulement et recueilli par son oncle célibataire et sans enfant.
En outre, des membres individuels de la famille sont honorés de hautes distinctions, entre autres dans quatre cas par l'ordre Pour le Mérite et l'ordre du Mérite de la République fédérale d'Allemagne en haute distinction, mais aussi en tant que citoyen d'honneur d'Erlangen ou en tant qu'homonyme des rues dans les villes de Dessau, Erlangen, Berlin, Dinkelsbühl, Essen, Cologne et Ragow ainsi qu'une école à Dinkelsbühl.
Une partie du domaine de la famille von Raumer fait aujourd'hui partie des archives Gerlach (de) de l'Université Frédéric-Alexandre d'Erlangen-Nuremberg sous le nom d'Archives Raumer.

## Armes

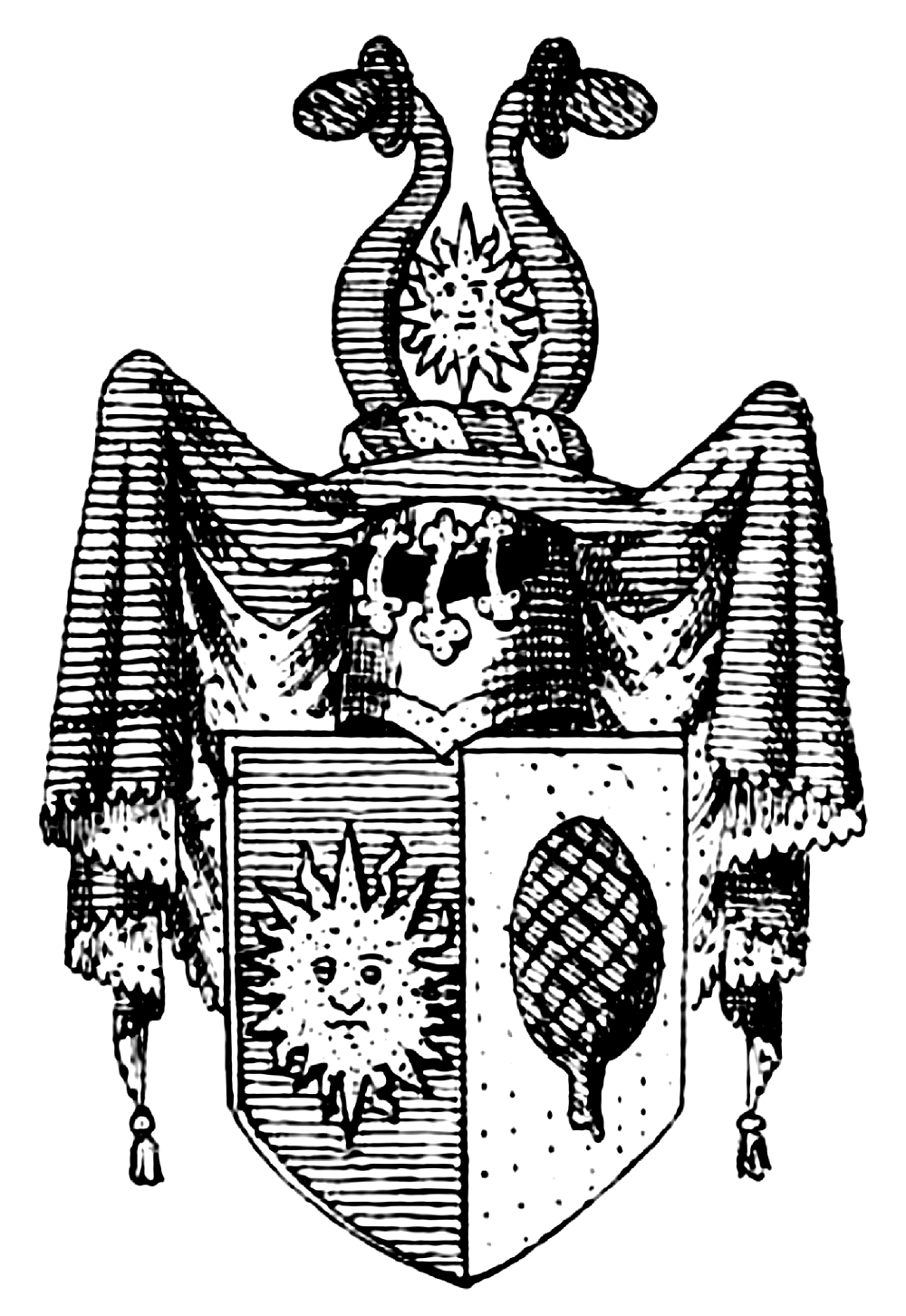
Armoiries de la famille von Raumer

Les armoiries de la famille montrent un soleil doré dans un champ bleu à droite et une noix de cèdre verte dans un champ doré à gauche dans un blason divisé. Sur le casque avec des lambrequins bleues et dorées le soleil doré entre deux cornes de buffle bleues décorées sur le dessus d'une noix de cèdre verte.
Les armoiries augmentées de 1693 sont écartelées et recouvertes d'un bouclier de cœur rouge contenant une barre d'argent accompagnée de trois (2: 1) croissants d'argent ouverts vers le haut, les champs 1 et 4 en bleu un soleil doré, 2 et 3 en or le supérieur un demi-cèdre naturel.
Les armoiries de 1708 avec les armoiries de la famille en guise de bouclier de cœur sont écartelées, 1 et 4 avec un aigle noir dans le champ doré et 2 et 3 avec des croissants horizontaux blancs et des barres dans le champ rouge.

## Personnalités
- Georg Raumer (de) (1610–1691), aumônier de la cour et surintendant et conseiller consistorial, marié en deuxième mariage avec Dorothea Elisabeth von Bergen (1619–1702)
  - Friedrich Amadeus Gottlieb von Raumer (de) (1643–1728), directeur du gouvernement d'Anhalt et envoyé princier, renouvellement de la noblesse 1693, célibataire, adopte son neveu et orphelin Johann Georg von Raumer (1671–1747), à qui la noblesse est héritée
  - Theodor Christian Raumer (de) (1644–1707), théologien et recteur du lycée Saint-François de Zerbst (de) marié avec Rosine Sophia Hoffmann, fille du pasteur de l'église Saint-Nicolas de Zerbst (de)
  - Ephraim Jonathan Raumer (né le 24 mars 1646 à Dessau et mort le 15. août 1676 dans la même ville), théologien et prédicateur à Dessau marié avec Johanna Magdalena Milagius (1642–1676), fille du diplomate et chancelier d'Anhalt Martin Milag (de)
    - Johann Georg von Raumer (de) (1671–1747), président du district d'Anhalt, envoyé princier et président du consistoire, confirmation de la noblesse en 1708, adopté comme orphelin par son oncle Friedrich Gottlieb von Raumer marié avec Albertine Charlotte von Reinhart (1697–1747), fille du conseiller privé et chancelier de Bernbourg Johann Georg von Reinhart
      - Leopold Gustav Dietrich von Raumer (né le 20 mars 1726 à Dessau et mort le 23 août 1788 dans la même ville), directeur du gouvernement d'Anhalt marié avec Anna Eleonore von Waldow (de) (1724–1796), fille du prévôt de la cathédrale Christoph Otto von Waldow auf Bernstein dans le Nouvelle-Marche et dame d'honneur des princesses Anne-Louise Föhse et Gisèle-Agnès de Rath d'Anhalt-Dessau
        - Karl Georg von Raumer (de) (1753–1833), conseiller d'État secret et de légation, directeur des archives d'État secrètes (de), marié avec Luise Lecke, fille du maire d'Iserlohn, Johann Caspar Lecke (de)
          - Georg Wilhelm von Raumer (1800-1856), véritable conseiller privé, directeur des archives d'État secrètes, marié avec Laura von Fehrentheil (de)

        - Georg Friedrich von Raumer (né le 10 avril 1755 à Dessau et mort le 15. août 1822 dans la même ville), directrice de chambre et locataire de domaine marié avec Charlotte Louisa Adelheid de Marées (1761–1811), fille de Johann Noe de Marées de Raguhn
          - Friedrich Ludwig Georg von Raumer (1781-1873), historien et homme politique, chevalier de l'ordre Pour le Mérite mariée avec Louise von Görschen (de) (1785-1867), fille du magistrat d'Anhalt et chef forestier Otto Heinrich von Görschen de la lignée saxonne de la famille basée à Auligk
          - Karl Ludwig Georg von Raumer (de) (1783–1865), géologue, géographe et pédagogue marié avec Friederike Reichart (1790–1869), fille du compositeur Johann Friedrich Reichardt
            - Rudolf von Raumer (de) (1815–1876), linguiste et germaniste marié avec Maria Schröder (1826–1893), fille du fabricant de Fürth Eduard Schröder
              - Sigmund von Raumer (né le 12 mai 1860 à Erlangen et mort en 1939 à Erlangen), directeur adjoint, professeur principal marié avec Marie Emilie von Ammon (de) (née le 7 mars 1867 à Pyrbaum), fille du roi conseiller forestier du gouvernement bavarois Karl von Ammon
                - Kurt von Raumer (de) (1900-1982), historien et professeur d'histoire moderne

            - Hans von Raumer (de) (1820–1851), magistrat à Dinkelsbühl et homme politique, député du Parlement de Francfort, marié avec Thekla von Brand (mort en 1848)

          - Franz Georg Wilhelm von Raumer (né le 13 juin 1788 à Görlitz et mort le 24 novembre 1865 à Bad Muskau), seigneur de Kaltwasser, lieutenant et fonctionnaire prussien marié avec Charlotta Eleonore Erdmuth Henriette Nickisch von Rosenegk (1794–1865), fille d'Ernst Heinrich Gottlieb Nickisch von Rosenegk
            - Friedrich Wilhelm von Raumer (né le 6 février 1831 à Kaltwasser et mort en 1911), major prussien et chevalier d'honneur de l'Ordre de Saint-Jean marié avec Marie von Studnitz (1843–1928), fille du major prussien Hans Nikolaus Bernhard Benjamin von Studnitz
              - Hans Friedrich Wilhelm Ernst von Raumer (1870–1965), industriel et ministre de l'Économie du Reich, porteur de la Grande Croix fédérale du mérite avec étoile et ruban, chevalier d'honneur de l'Ordre de Saint-Jean, marié avec Stephanie Gans Edle Herrin zu Putlitz, fille du directeur de théâtre de Karlsruhe Gustav Heinrich Gans zu Putlitz (de)

        - Karl Heinrich Friedrich von Raumer (de) (1757–1831), général de division prussien marié avec Albertine von Tschirschky (1768–1838), fille du général de division prussien Carl Wilhelm von Tschirschky
          - Karl Otto von Raumer (1805–1859), président du district de Francfort et ministre de l'Éducation marié avec Elise Wilhelmine Clementine von Brauchitsch (1820–1891), fille du général d'infanterie prussien Eduard von Brauchitsch (de)
            - Rudolf von Raumer (de) (1843–1882), administrateur de l'arrondissement de Lebus (de)

        - Eugen von Raumer (de) (1758–1832), lieutenant général prussien, commandant de la forteresse de Neisse, chevalier de l'ordre Pour le Mérite marié avec Franziska Pino de Côme
        - Agnes von Raumer (1761–1831) mariée avec Carl Friedrich Leopold von Gerlach, maire de Berlin

      - Karl Albrecht Friedrich von Raumer (de) (1729–1806), lieutenant général prussien, gouverneur de Dantzig, seigneur du domaine de Sorchow, chevalier de l'ordre Pour le Mérite marié avec Dorothea Tugendreich von Küssow (1752–1827), dame d'honneur de la princesse Louise de Brandebourg-Schwedt